# 盛和子
盛 和子（もり かずこ、4月27日 - ）は、日本の舞踊家・歌手・ラジオパーソナリティ、沖縄県出身。

## 経歴
- 星劇団主宰の宮里武雄（クバマーカミー）と踊りの名手であった宮里つる子（モーヤーチルー）の長女として生まれ、4歳で初舞台を踏む。琉舞七扇会宇根伸三郎に入門。舞踊家（玉城流）として活動。芸名の名付け親は普久原恒勇である。
- 第5回新唄大賞では「花と月と」を歌唱しグランプリを獲得した。
- 吉田安盛と結婚後は「盛芸能」所属タレントとして夫と共にラジオ沖縄の看板番組である「暁でーびる」のパーソナリティーを務める。安盛の死後は次男の吉田安敬と共に番組を進行している。

## メディア

### ラジオ
- ハイサイウキミソーチ 今日もミークハヤーは故郷の民謡で(極東放送→エフエム沖縄)
- 暁で〜びる（ラジオ沖縄）
- ホーメルでこんにちは（ラジオ沖縄）
- サンデー島唄でーびる（ラジオ沖縄）
- ハイタイ！美ら菜タイム（ラジオ沖縄）

### CM
- 沖縄ホーメル